# Пехотное
Пехотное — деревня в Кувандыкском городском округе Оренбургской области.

## География
Расположена на левобережье Урала на расстоянии примерно 26 километров по прямой на юго-запад от окружного центра города Кувандык.

## Климат
Климат умеренно-континентальный. Времена года выражены чётко. Среднегодовая температура от +4,0 °C до +4,8 °C. Самый холодный месяц года — январь, среднемесячная температура около −20,5…−35 °C. Атмосферных осадков за год выпадает от 300 до 450—550 мм, причём большая часть приходится на весенне-летний период (около 70 %). Снежный покров довольно устойчив, продолжительность его, в среднем, 150 дней.

## История
Упоминается с 1917 года по Полтавской волости как посёлок Пехотный. Вначале находился немного ниже по течению р. Урал, но край посёлка подмывало, поэтому Пехотный перенесли на нынешнее место. В 1928 году в деревне Пехотное был организован колхоз «Новый поток», который просуществовал до 1957 года. В 1957 деревня Пехотное стала центром одного из отделений совхоза «Приуральский». До 2016 года входила в состав Новоуральского сельсовета Кувандыкского района, после преобразований обоих муниципальных образований является рядовым населённым пунктом Кувандыкского городского округа.

## Население
Постоянное население составляло 122 человек в 2002 году (русские 34 %, казахи 42 %), 89 в 2010 году.